# Félix Díaz (Fußballspieler)
Félix Díaz Marcos (* 27. Februar 1927 in Buenos Aires; † 25. Februar 2004 in Avellaneda) war ein argentinischer Fußballspieler. Der Stürmer wurde 1950 Torschützenkönig der chilenischen Primera División.

## Karriere
Félix Díaz begann seine Karriere 1940 in seiner Heimatstadt beim Racing Club und wechselte nach fünf Jahren zu den Newell’s Old Boys, wo er ein Jahr blieb. Nach weiteren Stationen bei Atlanta und Gimnasia y Esgrima La Plata kam der Offensivakteur 1949 nach Chile zum CD Green Cross. Mit 21 Saisontoren wurde er 1950 Torschützenkönig der Primera División. Im Jahr 1953 wechselte er zu Ligakonkurrent Santiago Wanderers und beendete dort 1956 seine Karriere.

## Auszeichnungen
- Torschützenkönig der chilenischen Primera División: 1950